# Burg Vellinghausen
Die Burg Vellinghausen befindet sich im Ortsteil Vellinghausen der Gemeinde Welver im Kreis Soest in Nordrhein-Westfalen und ist eine der Sehenswürdigkeiten der Römerroute.

## Geschichte
Die Niederungsburg wurde um 1300 von Rötger von Galen, der sich auch Vellinchusen nannte, erbaut, vermutlich an der Stelle einer Vorgängerburg.
Nachdem sich 1564 und 1566 die Brüder Heinrich und Dieter von Galen ihr Erbe teilten, kam die Burg an Heinrich von Galen und seine Frau Clara von Vridag, die vermutlich 1598 die Burg fertigstellten, worauf im Erdgeschoss ein Renaissancekamin hinweist. Am 20. Februar 1569 brachte deren Tochter Dorothea die Burg in ihre Ehe mit Johann von Neheim ein.
1700 verkaufte der General Heinrich von Neheim das Gut an Kaspar Heinrich von Voss, der mit Margareta von Korff-Schmising verheiratet war. Die Ostfassade und das Krüppelwalmdach wurden dem Barockstil angepasst und das Eingangsportal mit dem Doppelwappen des Erbauerehepaars versehen. Erbe wurde Heinrich Viktor von Voss, der 1746 Beata Elisabeth von Vincke heiratete. Deren Sohn aus erster Ehe, Ernst Idel Jobst von Vincke wurde nächster Besitzer. Unweit der Burg fand 1761 im Siebenjährigen Krieg die Schlacht bei Vellinghausen statt. Bis 1979 behielt die Familie von Vincke die Burg. Seither wurde sie zweimal weiterverkauft.